# Охридски санджак
Охридският санджак (на албански: Sanxhaku i Ohrit; на турски: Ohri Sancağı) е санджак в Османската империя. Център на санджака първо е град Битоля и затова понякога е наричан Битолски санджак. След това център става Охрид.

## История
Охридски санджак е създаден в 1395 година с анексирането от османците на Прилепското кралство. Първоначално е част от Румелийски еялет. Според официалното салнаме от 1847 година Румелийски еялет включва Шкодренски, Охридски и Костурски санджак. След преминаването към вилаетската система в Османската империя в 1867 година Охридският санджак престава да съществува и територията му преминава към Битолски санджак, който е създаден като отделен санджак в 1826 година.
Османският пътешественик Евлия Челеби посвещава цяла глава в своя „Пътепис“ на Охридския санджак.